# ウォンウィアン・ヤイ駅
ウォンウィアン・ヤイ駅（ウォンウィアン・ヤイえき、タイ語:สถานีรถไฟวงเวียนใหญ่）は、バンコクにあるタイ国有鉄道メークローン線及びバンコク・スカイトレインシーロム線の駅である。日本語ではウォンウィエン・ヤイ駅、ウォンウェンヤイ駅などの表記ゆらぎが存在する。
両駅は乗換駅となっている。タークシン通り（英語: Somdet Phra Chao Taksin Rd.）を挟んでタイ国有鉄道の駅はトンブリー区側に、バンコク・スカイトレインの駅はクローンサーン区側に位置しているため、両駅間は少し離れており（約900m）、徒歩で10 - 15分程度かかる。

## タイ国有鉄道　メークローン線（マハーチャイ線）

### 概要
タイ国有鉄道メークローン線は、民営鉄道（私鉄）として開業した歴史を持ち、現在の当駅付近を含む東側区間のクローンサーン - マハーチャイ間（マハーチャイ線）が1905年1月4日にターチーン鉄道として、西側区間のバーンレーム - メークローン間が1907年7月12日にメークローン鉄道として、それぞれ開通している。1926年2月12日から1955年までの間はクローンサーン駅- バーンボーン停車場間が電化されており、電車の運行も行われていた。
内燃化後も東側区間については運行本数は多く、時間帯により最短30分間隔での列車運行が行われている。
開業以来、マハーチャイ線は、チャオプラヤー川右岸に面したクローンサーン駅をバンコクのターミナルとしていた。しかし、1960年代にバンコク市街地の踏切による交通渋滞を緩和する目的で、タークシン通りとの平面交差地点以東の区間が廃止された。それ以来、タークシン通りの西側に面した当駅が起終点となっており、バンコクから郊外南西部を結ぶマハーチャイのターミナル駅として機能している。

### 歴史
- 1905年1月4日  【開業】ウォンウィアン・ヤイ駅　-　 マハーチャイ駅 (31.22km)
- 1908年10月6日 【合併】メークローン鉄道とターチーン鉄道が合併
- 1926年2月12日 【電化】クローンサーン駅- ワットサイ停車場
- 1927年            【電化】ワットサイ停車場- ワットシン駅
- 1931年            【電化】ワットシン駅- バーンボーン停車場
- 1942年1月26日 【軍事指揮下】メークローン鉄道軍事指揮下に入る
- 1945年10月25日 【民営化】メークローン鉄道軍事指揮下解除
- 1946年5月8日  【国有化】国がメークローン鉄道を200万バーツで購入
- 1955年            【電化廃止】クローンサーン駅- バーンボーン停車場
- 1961年1月1日  【廃止】クローンサーン駅　-　ウォンウィアン・ヤイ駅

### 駅構造
片面ホーム1面1線の地上駅。小規模な駅ではあるものの有人駅であり、ホーム上の切符売り場で乗車券を発売する他、運転取扱の駅員も配置されており、到着列車入線時の停止位置現示、出発時の合図等を手信号により行っている。
かつては機回しのための施設や、工場入出場車両の回送線があったが撤去された。
ホーム上には多数の露店が並ぶ他、線路を挟んだホームの反対側にセブン-イレブンがある。

### その他
- メークローン線東側区間（マハーチャイ線）の閉塞区間配置

ウォンウィアン・ヤイ駅 - ワット・シン駅 - ランポー駅 - バーンナームジュード停車場 - コークワイ停車場 - マハーチャイ駅

## バンコク・スカイトレイン　シーロム線

### 概要
バンコク・スカイトレインシーロム線の延伸により、タークシン通りの東側に建設され、2009年5月15日に開業した。国鉄マハーチャイ線のウォンウィアン・ヤイ駅は、タークシン通りを挟んだ南東側のやや離れた場所に立地しているが、徒歩での連絡が可能であり、メークローン線沿線地域とバンコク都心部とのアクセスが大幅に改善された。
開業より3年8ヶ月ほどは終着駅であったが、2013年1月12日にポーニミット駅まで延伸開業したことにより中間駅となった。駅番号は「S8」。運賃はここから西向きバンワーまでは一律15バーツ、中心部方面へは区間制となる。

### 歴史
- 2009年5月15日  【開業】サパーンタークシン駅 - ウォンウィアン・ヤイ駅
- 2013年1月12日  【開業】ウォンウィアン・ヤイ駅 - ポーニミット駅

### 駅構造
相対式ホーム2面2線を有する、高架駅である。

#### 駅階層
| 3階          |                                                                |                        |
| 相対式ホーム |                                                                |                        |
| 3番線・下り  | ポーニミット、ウターカート、バーンワー方面                     |                        |
| 4番線・上り  | クルン・トンブリー、サラデーン・サナームキラーヘンチャート方面 |                        |
| 相対式ホーム |                                                                |                        |
| 2階          | コンコース                                                     | 自動券売機、自動改札口 |
| 1階          | 出入口                                                         | クルン・トンブリー通り |